# Circaea canadensis
Circaea canadensis är en dunörtsväxtart. Circaea canadensis ingår i släktet häxörter, och familjen dunörtsväxter.

## Underarter
Arten delas in i följande underarter:
- C. c. canadensis
- C. c. quadrisulcata

En molekylärfylogenetisk studie publicerad 2009 fann dock att dessa båda underarter har ett polyfyletiskt ursprung, men någon taxonomisk revision har ännu ej gjorts (maj 2021).

## Bildgalleri

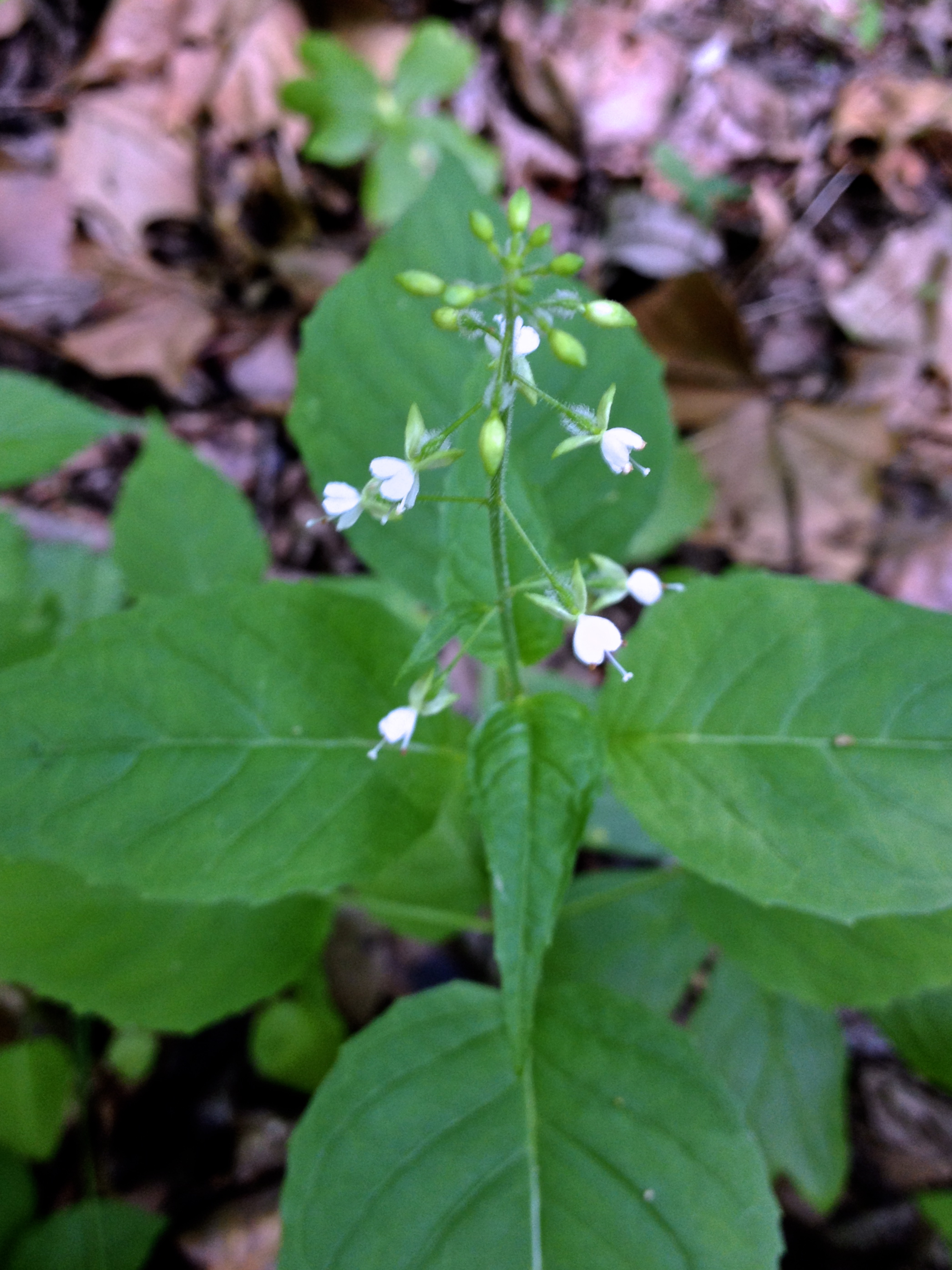
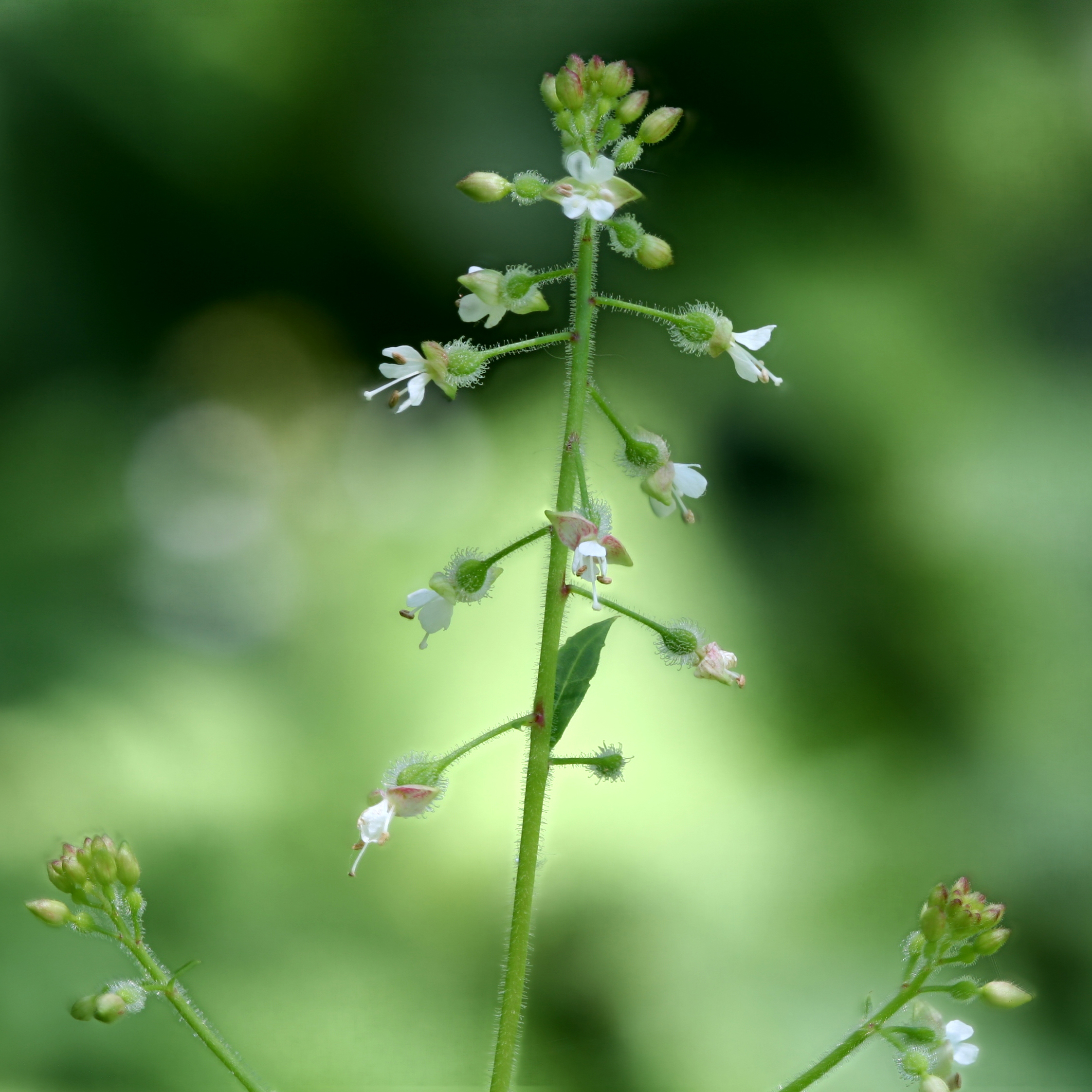
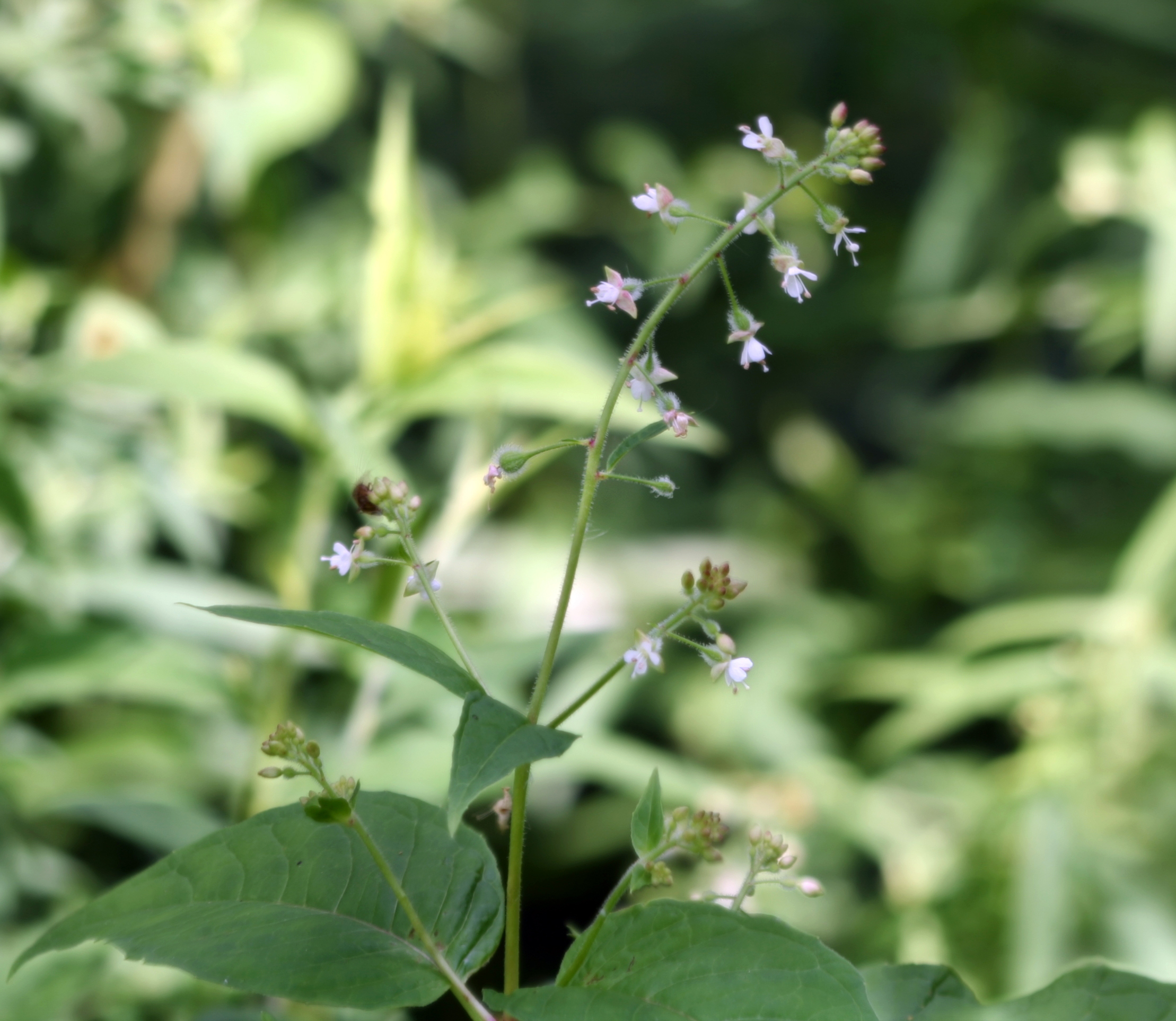
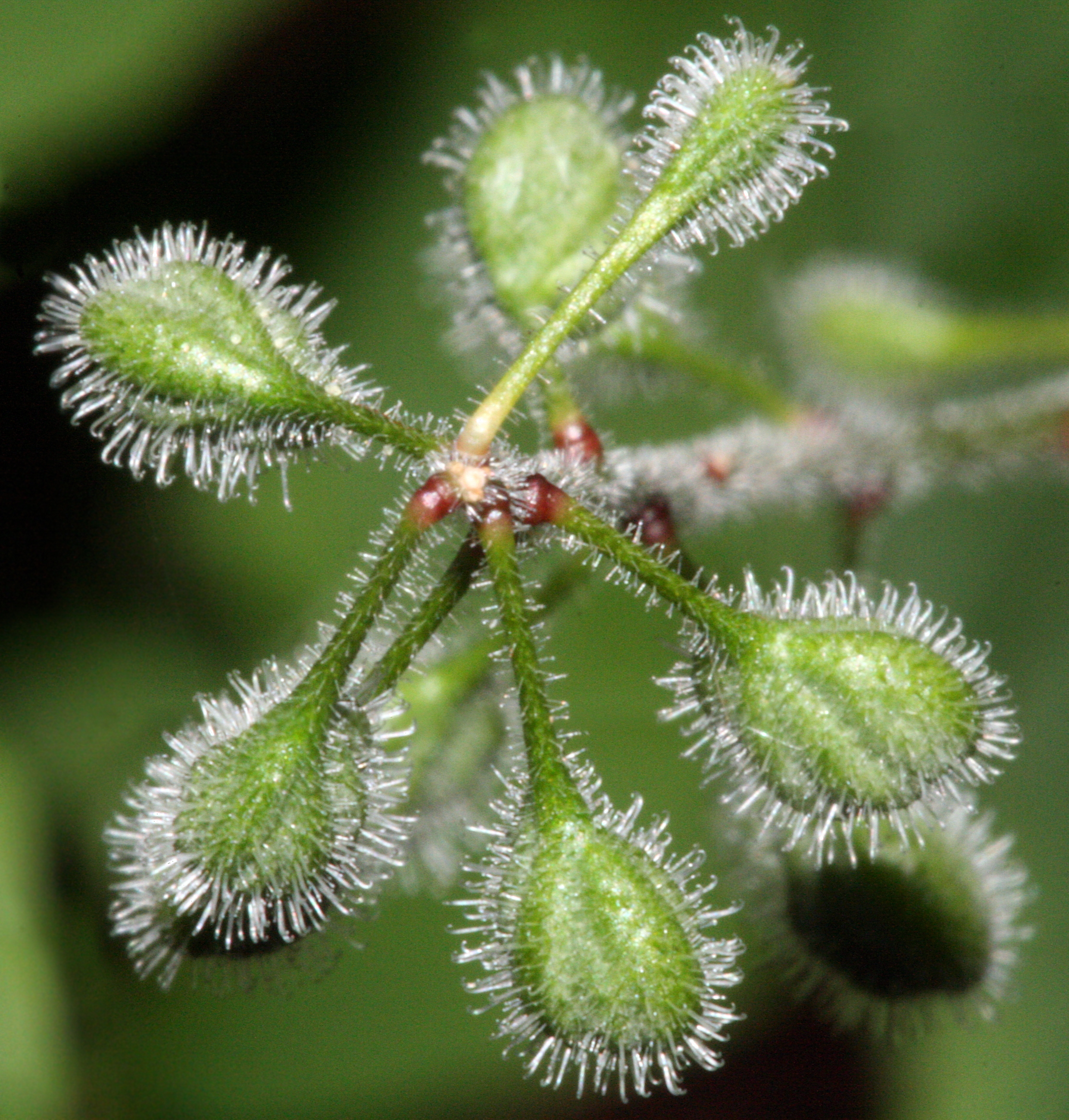